# الیاس
الیاس(ایلیا) بر اساس کتب پادشاهان و کتاب مقدس عبری، پیامبری بود که در پادشاهی شمالی اسرائیل در زمان سلطنت پادشاه اخاب (سده ۹ پیش از میلاد) زندگی می‌کرد. خدا معجزات زیادی را از طریق ایلیا انجام داد، از جمله زنده کردن مردگان، پایین آوردن آتش از آسمان و ورود به بهشت پیش از مرگ. او همچنین به‌عنوان رهبر مکتبی از پیامبران معروف به «فرزندان پیامبران» به تصویر کشیده شده‌ است. در پی عروج او، الیشع، شاگرد و فداکارترین دستیار وی نقش خود را به‌عنوان رهبر این مکتب بر‌عهده گرفت. کتاب ملاکی، یک پیشگویی از بازگشت ایلیا را «قبل از فرارسیدن روز بزرگ و وحشتناک خداوند» نقل کرده‌ است.
به ایلیا در حکمت یشوع بن سیراخ، میشنا، تلمود، قرآن و کتاب مورمون اشاره شده‌ است.

## مقدمه

نقشهٔ اسرائیل و تقسیمات آن، همان‌گونه که در سدهٔ ۹ پیش از میلاد بود. مناطق آبی متعلق به پادشاهی اسرائیل و بخش زرد، مناطق متعلق به پادشاهی یهودا است.

به نوشتهٔ کتاب مقدس، در سده ۹ پیش از میلاد، پادشاهی متحد اسرائیل که تحت حکومت سلیمان متحد شده بود به دو پادشاهی شمالی اسرائیل و پادشاهی یهودا در جنوب تقسیم شد. پادشاهی یهودا اورشلیم را به عنوان مرکز پرستش نگاه داشت و پادشاهی اسرائیل تصمیم گرفت که معبد جدیدی در سرزمین خود بسازد و روحانیونی غیر از لاویان انتخاب کند و حتی معابدی برای بعل خدای کنعانیان بسازد. عمری پادشاه اسراییل با کنعانیان متحد شد و پسر خود اهب را به عقد دختر کاهن بعل درآورد. این کار باعث شد در مدتی اقتصاد اسراییل بهبود یابد و آرامش نسبی به دست آید؛ اما این امر باعث خشم شدید پیامبران اسراییل که به قانون موسی به شدت پایبند بودند شد. اهب برای راضی کردن کنعانیان و همسر خود اجازه داد که در کاخ او بعل پرستش شود و همسرش گروه زیادی از کاهنین بعل و آشترا را به اسرائیل بیاورد. در این زمان ایلیا وارد داستان می‌شود. ایلیا اهب را از خشم خدا می‌ترساند و به او وعده مجازات خشک‌سالی می‌دهد زیرا او در برابر خداوند گناه کرده‌است. بعد از این اتفاق خداوند به ایلیا می‌گوید که از اسراییل خارج شود و در محلی نزدیکی اردن خود را مخفی کند و در این زمان کلاغ‌ها به دستور خدا برای او غذا می‌آورند. وقتی خشکسالی شروع می‌شود خدا به ایلیا می‌گوید که به نزد زنی بیوه در شهر زرفاتو در فینیقیه (لبنان کنونی) برود. ایلیا به نزد آن زن می‌رود و از او درخواست غذا می‌کند.

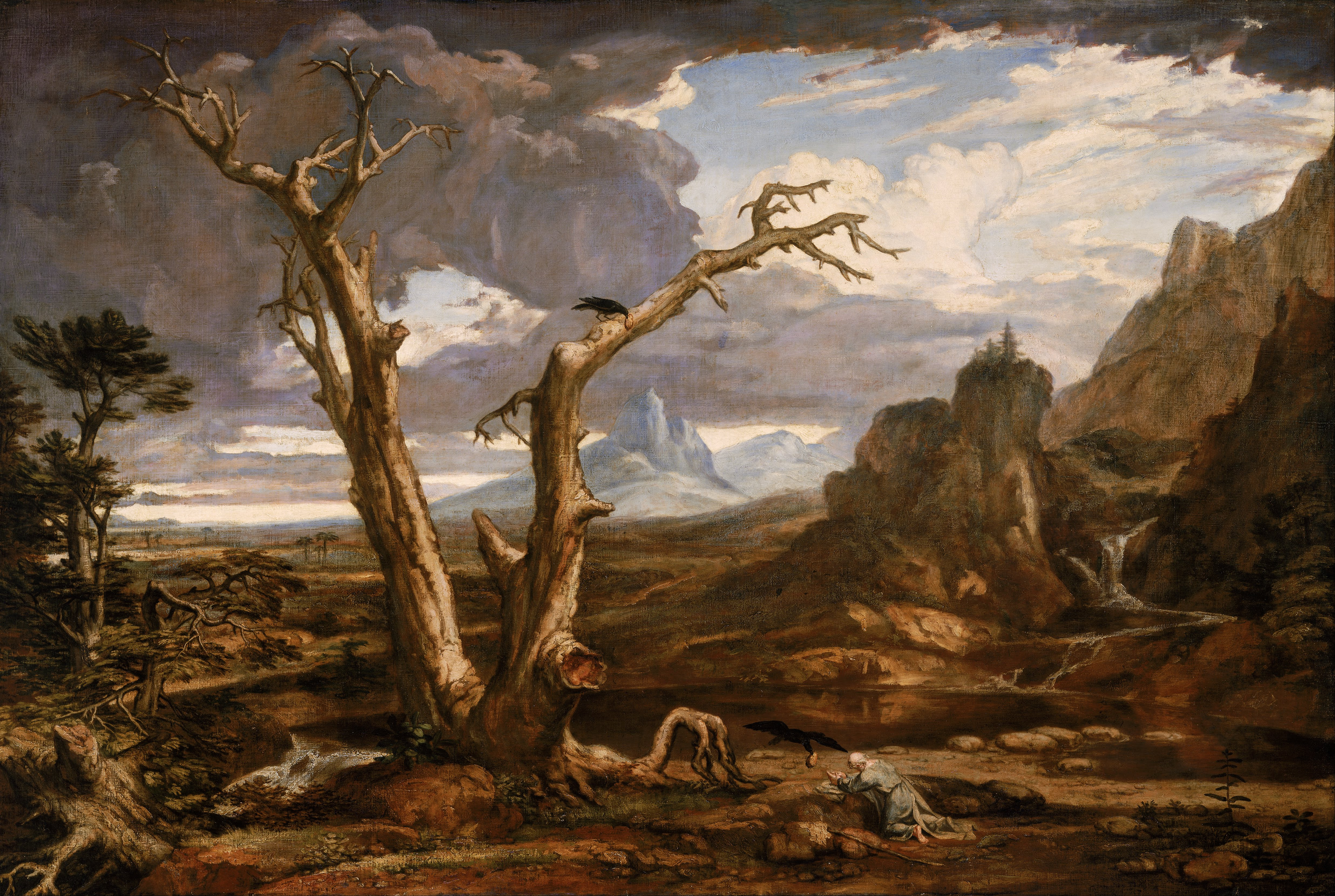
ایلیا در بیابان - واشینگتن آلستون

او به ایلیا می‌گوید که به قدر کافی غذا ندارد تا خود و پسرش را زنده نگهدارد. ایلیا به او می‌گوید که خداوند اجازه نخواهد داد که ذخیره آرد و روغن او تمام شود «نترس… این چیزی است که پروردگار، خدای اسراییل، می‌گوید: ظرف آرد تمام نشده و ظرف روغن خشک نخواهد شد تا زمانی که باران بر زمین ببارد.» آن زن به ایلیا اعتماد کرده و آخرین غذای خود را به او می‌دهد و وعده ایلیا محقق می‌شود و آن زن به دلیل ایمان خود آمرزش میابد. خدا به آن زن من (غذایی که خدا به قوم اسراییل در بیابان فرستاد) بهشتی می‌دهد ولیکن غذای خود را از مردم بی ایمان دریغ می‌کند. کمی بعد از این فرزند آن زن می‌میرد و آن زن گریه کرده و می‌گوید :آیا نزد من آمدی که گناهان مرا یادآوری کرده و فرزند مرا بکشی؟ ایلیا که از ایمان آن زن شگفت زده می‌شود از خداوند درخواست می‌کند که قدرت خود را نشان داده و فرزند آن زن را به دنیا بازگرداند. خداوند «درخواست ایلیا را می‌شنود و روح فرزند آن زن به بدنش بازگردانده می‌شود و او زنده می‌شود» این اتفاق اولین باری است که در تورات از زنده شدن مردگان صحبت می‌شود. این زن که از نژاد اسراییل نبود بهترین آمرزش را دریافت می‌کند و می‌گرید «صحبت خداوند که از دهان تو خارج می‌شود درست است» او حرفی می‌زند که مردم اسراییل آن را قبول نکردند. بعد از سه سال خشکسالی خدا به ایلیا می‌گوید که به نزد اخاب بازگشته و پایان خشکسالی را خبر دهد. دلیل این امر توبه اسراییل نبوده و بلکه خدا قصد دارد قدرت خود را به اسراییل نشان دهد. در راه ایلیا با عبیدیا ملاقات می‌کند که ۱۰۰ پیامبر اسراییل را مخفی کرده‌است در زمانی که اخاب و همسرش آن‌ها را می‌کشتند. ایلیا عبیدیا را به نزد اهب می‌فرستد تا بازگشت خود را اعلام کند. وقتی اخاب با ایلیا ملاقات می‌کند او را مشکل‌ساز اسراییل می‌خواند. ایلیا اخاب را مشکل‌ساز می‌خواند که پرستش خدایان دروغین را همگانی کرده‌است. ایلیا خطاب به اخاب و مردم اسراییل فریاد می‌زند:
مردم از قدرت سخن ایلیا ساکت می‌شوند. لغت استفاده شده برای دودلی معادل لغت رقصیدن در عبری است و کنایه‌ای هم به رقص کاهنین بعل برای خدایشان دارد. ایلیا کاهنین بعل را به مبارزه می‌طلبد. مردم اسراییل، ۴۵۰ کاهن بعل و ۴۰۰ کاهن آشترا به کوه کارمل احضار می‌شوند. دو قربانگاه ساخته می‌شود یکی برای بعل و دیگری برای یهوه. چوب بر روی قربانگاه‌ها گذاشته می‌شود و دو گاو کشته شده و تکه‌تکه می‌شوند و بر روی قربانگاه قرار می‌گیرند. ایلیا به کاهنین بعل می‌گوید برای آتش خدای خود دعا کنند. آن‌ها از صبح تا ظهر بدون موفقیت دعا می‌کنند و ایلیا آن‌ها را مسخره می‌کند. آن‌ها خودزنی کرده و خون خود را بر روی قربانگاه می‌ریزند. آن‌ها به دعا تا بعد از ظهر ادامه می‌دهند ولی موفقیتی نمی‌یابند. ایلیا درخواست می‌کند که چهار ظرف بزرگ از آب پر شده و سه بار بر روی قربانگاه یهوه ریخته شود. او از خداوند درخواست می‌کند که قربانی او را قبول کند. آتش از آسمان می‌آید و تمامی قربانی، قربانگاه، آبهای ریخته شده و حتی سنگهای قربانگاه را می‌بلعد. ایلیا از این اتفاق استفاده کرده و درخواست کشته شدن کاهنین بعل را می‌دهد. ایلیا برای باریدن باران دعا می‌کند و باران شروع می‌شود.

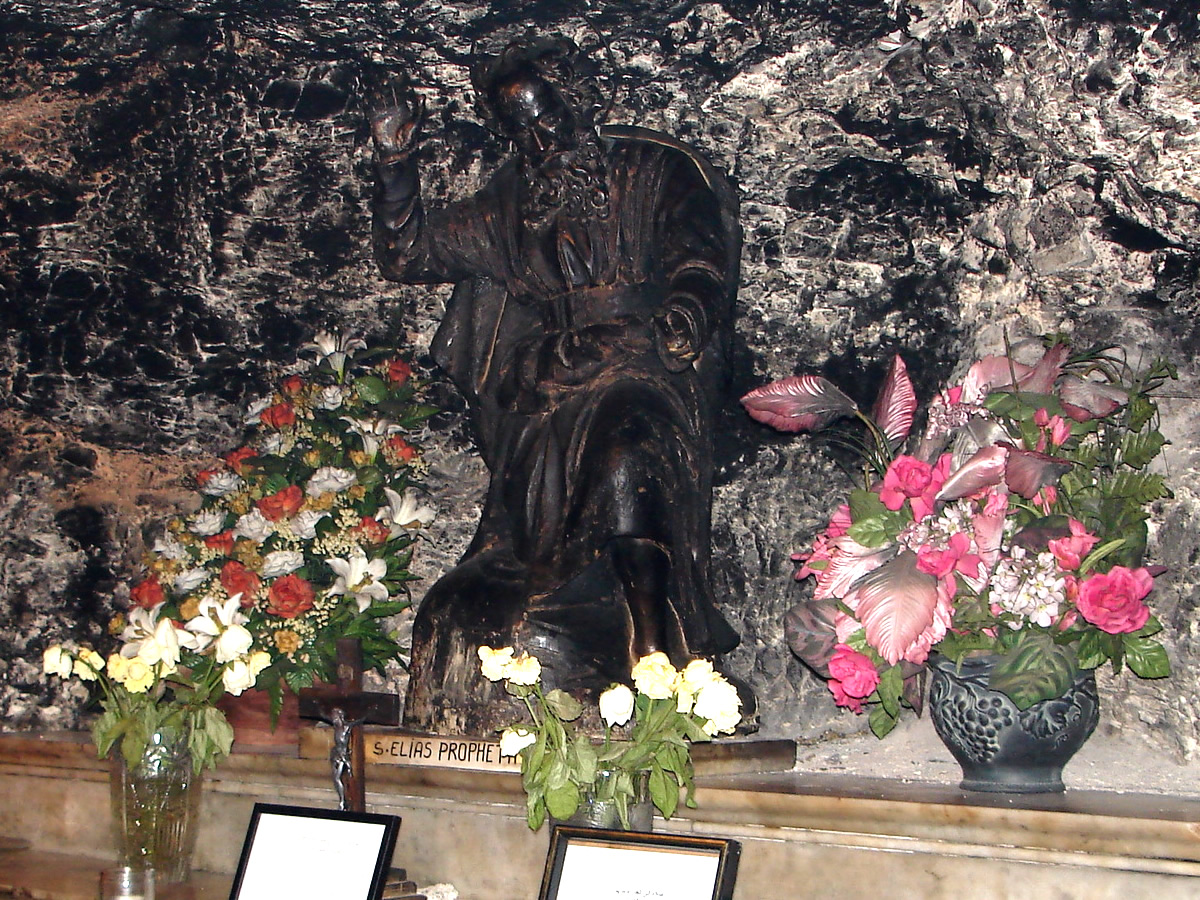
مجسمه ایلیا در غار ایلیا در اسراییل.

همسر اهب جزبل که از کشته شدن کاهنین بعل عصبانی شده‌است ایلیا را تهدید به مرگ می‌کند. ایلیا به بیر شبا در یهودا فرار می‌کند و در بیابان می‌گردد. ایلیا در زیر درخت رتم می‌نشیند و از خداوند درخواست مرگ می‌کند. او به خواب می‌رود. فرشته‌ای از جانب خداوند آمده و به او دست می‌زند و او را بیدار کرده و به او می‌گوید که بخورد و بنوشد. وقتی بیدار می‌شود ظرف آب و نانی را در کنار خود پیدا می‌کند. او می‌نوشد، می‌خورد و دوباره به خواب می‌رود. فرشته دوباره به سراغ او می‌آید و می‌گوید که بنوشد و بخورد زیرا راه درازی در پیش دارد.
ایلیا به مدت ۴۰ روز و ۴۰ شب در کوه هورب می‌گردد که در آن موسی ده فرمان را دریافت کرده بود. ایلیا تنها کسی است که در تورات گفته شده‌است که به این مکان بازگشته است. او در غاری پنهان می‌شود. خدا به ایلیا می‌گوید :"ایلیا در اینجا چه می‌کنی؟" ایلیا از پاسخ دادن طفره می‌رود و به‌طور غیر مستقیم اشاره می‌کند که ممکن است دین خداوند به پایان رسیده باشد و تلاشهای او نیز بینتیجه مانده باشد. بر خلاف موسی که از خدا درخواست بخشش برای قوم اسراییل کرد در زمانی که به پرستش گوساله روی آورده بودند ایلیا به شدت از قوم اسراییل شکایت می‌کند و می‌گوید که او تنها فردی است که به خدا پایبند مانده‌است. خدا به ایلیا می‌گوید که از غار بیرون رود و در برابر خدا بایستد. باد شدیدی می‌آید ولیکن خدا این باد نیست. زمین لرزه شدیدی کوه را می‌لرزاند ولی خدا زمین لرزه نیست. آتشی از کوه عبور می‌کند ولی خدا آتش نیست. صدایی به ایلیا می‌گوید "ایلیا در اینجا چه می‌کنی؟" ایلیا باز هم از پاسخ دادن طفره می‌رود و نشان می‌دهد که اهمیت معجزه‌ای را که مشاهده کرد درک نکرده‌است. خدا بار دیگر به او دستور می‌دهد و او را به دمشق می‌فرستد تا هزایل را عنوان پادشاه سوریه، جهو را به عنوان پادشاه اسراییل و یسع را به عنوان جایگزین خود مسح کند. ایلیا دوباره اهب را می‌بیند و اهب یک باغ انگور را با کشتن صاحب آن به دست آورده‌است. اهب می‌خواسته باغ انگور نبوط را به دست آورد. او به او پیشنهاد باغی بهتر و قیمت خوبی داده‌است؛ ولیکن نبوط به او می‌گوید که خدا به او گفته‌است که از زمین خود خارج نشود. اهب این حرف را با ناخوشایندی قبول می‌کند. جزبل همسر اهب برای به دست آوردن آن نقشه می‌کشد. او ترتیب می‌دهد که همسایگان نبوط او را به مهمانی دعوت کنند. در مهمانی نبوط به کفر گفتن نسبت به خدا و توهین کردن به اهب متهم می‌شود. نبوط سنگسار می‌شود. وقتی نبوط کشته می‌شود جزبل به اهب می‌گوید که زمین او را تصاحب کند. خدا به ایلیا می‌گوید که به نزد اهب رفته و بگوید :"آیا تو آدم کشتی و زمین او را تصاحب کردی؟" و "در زمینی که سگها خون نبوط را لیسیدند سگها خون تو را خواهند لیسید". اهب عصبانی شده و ایلیا را دشمن خود خطاب می‌کند. ایلیا به او می‌گوید که او با کارهای خود دشمن خدا شده‌است. ایلیا پیش‌بینی می‌کند که تمامی پادشاهی او حکومت او را رد خواهند کرد و همسر او جزبل توسط سگها خورده خواهد شد. خانواده او نیز توسط سگها یا پرندگان خورده خواهند شد. وقتی اهب این حرف را می‌شنود آنچنان توبه می‌کند که خداوند مجازات او را لغو می‌کند ولیکن مجازات جزبل و پسر او اهازیا لغو نمی‌شود. ایلیا از اهب دور شده و به نزد پسر او اهازیا می‌رود. در ابتدای داستان اهازیا به دلیل افتادن به سختی مجروح شده‌است. او به سراغ کاهنین بلزباب در بیرون اسراییل می‌فرستد تا بداند زنده می‌ماند.

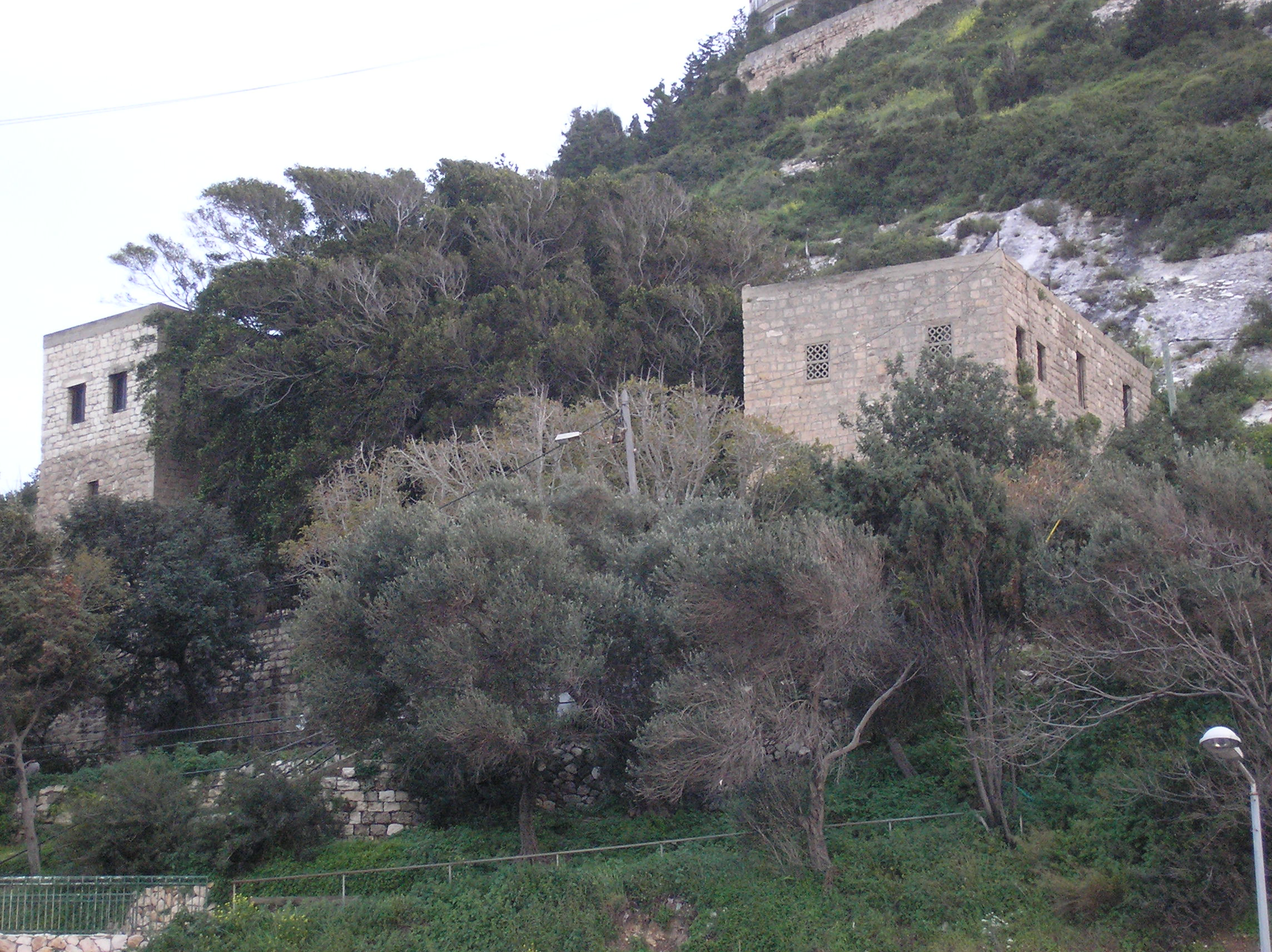
غار اسراییل در کوه کارمل در اسراییل.

ایلیا پیامی به این مضمون به او می‌فرستد :"آیا هیچ خدایی در اسراییل نیست که تو به سراغ بلزباب خدای اکرون فرستادی؟" اهازیا درخواست می‌کند به او بگویند چه کسی این حرف را زده‌است. آن‌ها می‌گویند که او کتی پوستین داشت و کمربندی چرمین و او فوراً ایلیا را می‌شناسد. اهازیا سربازانش را برای دستگیری ایلیا می‌فرستد. دو سرباز اول توسط آتشی که به درخواست ایلیا از بهشت می‌آید کشته می‌شوند. رئیس گروه سوم از ایلیا درخواست بخشش برای خود و مردانش می‌کند. ایلیا قبول می‌کند که به همراه گروه سوم به نزد اهازیا برود تا پیشگویی خود را شخصاً به او بگوید. ایلیا به همراه یسع به رود اردن می‌رود. او عصای خود را به آب می‌زند و آب برای او باز می‌شود و او و یسع عبور می‌کنند. در این زمان کالسکه‌ای از آتش و اسبهایی آتشین پدیدار می‌شوند و ایلیا در گردباد گرفتار می‌شود و عصای او به زمین می‌افتد و یسع آن را برمی‌دارد. ایلیا برای آخرین بار در کتاب کرونیکلز دوم مورد اشاره قرار گرفته‌است. در این داستان ایلیا نامه‌ای به جهورم در یهودا می‌نویسد. در این نامه به او می‌گوید که او قوم یهودا را مانند قوم اسراییل گمراه کرده‌است. او نامه خود را با پیش‌بینی مرگ فجیع برای او به پایان می‌برد.

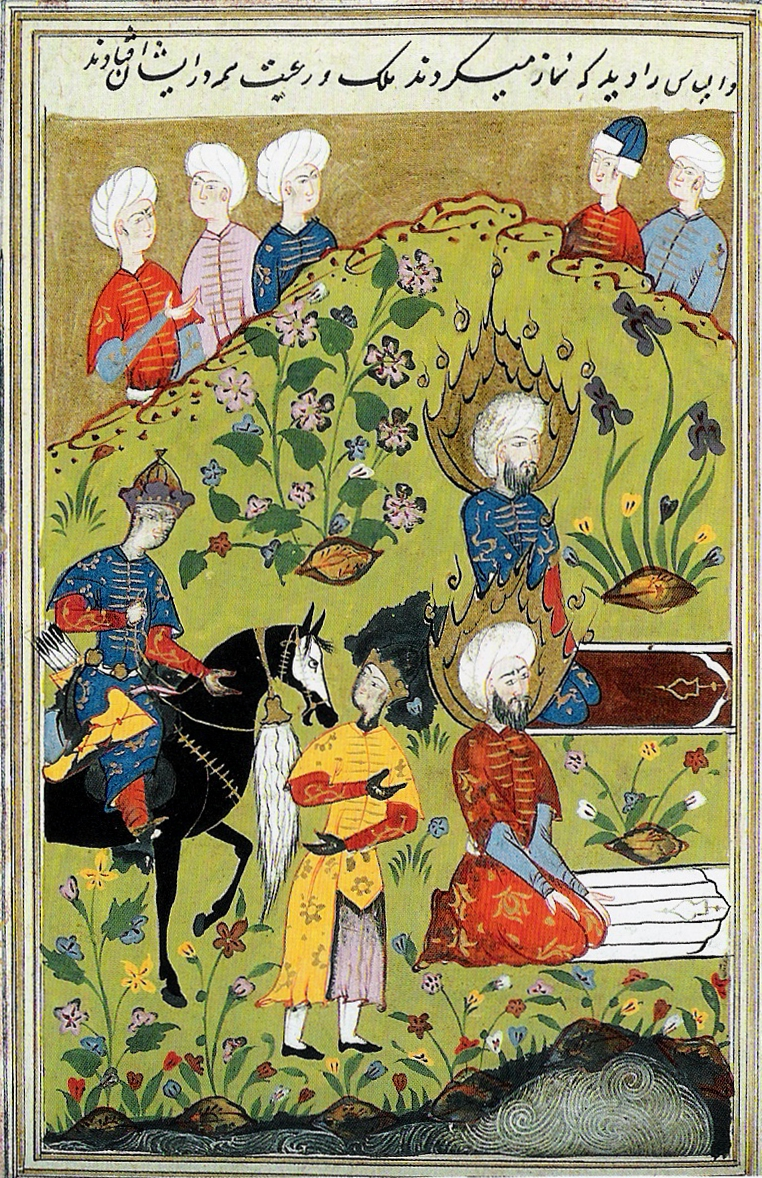
ایلیا و خضر در مکه دعا می‌کنند مینیاتور ایرانی از نسخه تصویری کتاب قصص الانبیا در قرن پنجم هجری

## در مسیحیت

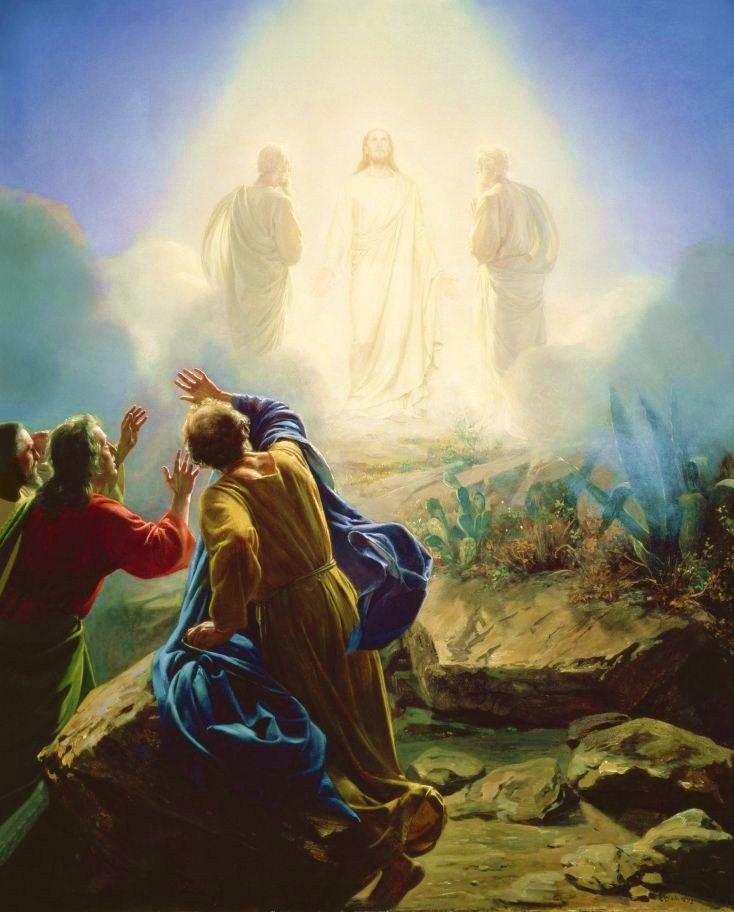
ایلیا در تغییر شکل عیسی ظاهر می شود.

در مسیحیت ترتیب کتابهای تنخ در عهد عتیق عوض شده‌است و از این رو کتاب ملاکی آخرین اشاره به ایلیا است. در این کتاب وعده یک مسیح به دست ایلیا داده می‌شود. «هان، من به نزد شما ایلیا نبی را قبل از روز بزرگ و دهشتناک خداوند می‌فرستم» (ملاکی-باب۴آیه۵)در این روز آتشی بزرگ خواهد سوخت که «نه ریشه و نه ساقه باقی نخواهد گذاشت» در یهودیت این اتفاق به معنی بازگشت ایلیا قبل از مسیحا در نظر گرفته می‌شود.
عده ای از مسیحیان بر این باورند که آمدن یحیی نبی این پیش‌بینی را برآورده کرده‌است (انجیل متی-باب۱۷آیه ۱۲تا۱۳ و باب۱۱ آیه ۱۴). اما این عقیده در انجیل یوحنا به صراحت رد شده‌است (یوحنا. باب۱آیه۱۹). به دلیل همین تناقض عده دیگری از مسیحیان تصور می‌کنند که ایلیا در آخرالزمان و قبل از بازگشت عیسی دوباره باز خواهد گشت.

## در اسلام
الیاس به عنوان پیامبری مهم در قرآن است. داستان الیاس در قرآن بسیار به داستان تورات شبیه است. در اسلام او به عنوان پیامبر قبل از یسع در نظر گرفته می‌شود. بعضی مسلمانان اعتقاد دارند که او ممکن است یک کوهن از نسل هارون بوده باشد. در قرآن سوره صافات داستان ایلیا به صورت زیر آمده‌است:
قرآن همچنین در سوره انعام به الیاس اشاره می‌کند:
و
شیعیان بر این باورند که او در آخرالزمان با مهدی امام ولی‌ عصرشان ظهور خواهد کرد.

## لینک‌های بیشتر
ریشهٔ نام ایلیا (ELIAS)